# حرباء الببر
حرباء الببر (الاسم العلمي: Archaius tigris)، (من اليونانية αρχαίος، وتعني عتيق أو بدائي) والمعروفة أيضًا باسم حرباء الببر سيشيلية، هو النوع الوحيد في جنس الحرباء البدائية (Archaius) الذي أُعيد إحيائه. وضع في البداية في جنس الحرباء، ونُقل لبعض الوقت إلى جنس القلنسوي من قبل بعض المصنفين (Klaver & Böhme ، 1986). إنهُ أحد أنواع الحرابي المهددة بالانقراض، ويوجد فقط في جزر سيشيل في ماهيه (جزيرة) وجزيرة سيلهويت وبراسلين.